# Jean Sévillia
Pour les articles homonymes, voir Sevilla.
Jean Sévillia, né le 14 septembre 1952 à Paris, est un écrivain et journaliste français.
Il est l'auteur de biographies et d'essais historiques.

## Biographie

### Journaliste
Après avoir obtenu une maîtrise de lettres à l'université Paris-IV et accompli son service militaire, Jean Sévillia choisit la voie du journalisme.
En 1978, il fait ses débuts à la Presse française (journal disparu). En 1981, il entre au Figaro Magazine, dont il deviendra rédacteur en chef adjoint en 1994. Depuis 2016, il n'appartient plus aux permanents de ce magazine, où il conserve cependant une chronique hebdomadaire consacrée aux livres d'histoire et auquel il collabore sur des grands dossiers historiques ou religieux. Depuis 2012, il est membre du conseil scientifique du Figaro Histoire. Il intervient aussi sur la chaîne de télévision Figaro TV.
D'autres médias audiovisuels ou titres de presse écrite sollicitent l'expertise de Jean Sévillia : CNews, Europe 1, RCF, Radio Courtoisie, Le JDD, Valeurs actuelles, L'Homme nouveau, Politique Magazine.

### Essayiste
Le premier livre de Jean Sévillia, Le Chouan du Tyrol, est une biographie d'Andreas Hofer publiée en 1991. Le deuxième est consacré en 1997 à Zita de Bourbon-Parme, la dernière impératrice d'Autriche (Zita impératrice courage). Ses ouvrages s'enchaîneront ensuite tous les deux ou trois ans : Le Terrorisme intellectuel (2000), Historiquement correct (2003), Quand les catholiques étaient hors la loi (2005), Moralement correct, (2007). En 2008, il participe au Livre noir de la Révolution française, ouvrage collectif publié sous la direction de Renaud Escande (Cerf) avec un chapitre dans lequel il s'interroge sur la perception de la Révolution par les générations à venir. En 2009, il publie une biographie du bienheureux Charles de Habsbourg-Lorraine (1887-1922), dernier empereur d'Autriche et roi de Hongrie, époux de Zita de Bourbon-Parme.
En 2011, Jean Sévillia fait paraître Historiquement incorrect,, essai qui s'inscrit dans la continuité d'Historiquement correct, (120 000 exemplaires). Parue en octobre 2013, son Histoire passionnée de la France a été la 13e meilleure vente en histoire de l'année 2013. En 2015, il publie pour la première fois un ouvrage qui entre dans la catégorie des beaux-livres, La France catholique, dont le texte, illustré par quatre cents photos, constitue une radiographie du catholicisme français actuel. En 2016, il fait paraître Écrits historiques de combat, recueil en un volume de Historiquement correct, Moralement correct et le Terrorisme intellectuel, ce livre étant complété d'une préface inédite et d'une bibliographie actualisée. En 2018, son essai Les vérités cachées de la guerre d'Algérie est un nouveau succès de librairie. En 2023, avec Cette Autriche qui a dit non à Hitler, il publie la première étude d'ensemble en langue française sur l'histoire de la résistance au nazisme en Autriche. En 2025, il publie Les Habits neufs du terrorisme intellectuel, livre qui actualise et prolonge son Terrorisme intellectuel paru en 2000, ouvrage dont Mathieu Bock-Côté, qui a préfacé la nouvelle édition, considère qu'il a marqué « une vraie rupture dans la vie intellectuelle ».
Depuis 2000, Jean Sévillia a donné plus de 350 conférences sur le thème de ses livres.

### Critique littéraire
En 2004, Jean Sévillia est entré au jury du prix Hugues-Capet, qu’il avait obtenu en 1997 pour Zita impératrice courage. Fondé en 1994 par Jacques-Henri Auclair, présidé jusqu’à sa mort par la comtesse de Paris et ensuite par la princesse Béatrice de Bourbon-Siciles, ce prix, relancé en 2024 par le prince Charles-Philippe d'Orléans, distingue une biographie d'un roi ou d'une reine ou d'un ministre de la monarchie française.
En 2006, Sévillia a été cofondateur du Prix du livre incorrect, dont il a présidé le jury jusqu'en 2009. Il a fondé ensuite le Prix des Impertinents (2010-2014).

### Intérêt pour l'Autriche
Jean Sévillia s'intéresse particulièrement à l'Autriche. Outre une trentaine de reportages et des articles d'actualité parus dans les diverses publications liées au Figaro, quatre de ses livres ont trait à l'histoire autrichienne. En 2001, il a préfacé la traduction française de La Vienne d'Hitler de Brigitte Hamann (éditions des Syrtes).
Il est titulaire du grand ordre de l'Aigle du Tyrol (Grosser Tiroler Adler-Orden), qui lui a été décerné à Innsbruck en 1991 par le gouverneur du Tyrol, et de la médaille d'argent pour services rendus à la république d'Autriche (Silbernes Ehrenzeichen für Verdienste um die Republik Österreich), qui lui a été remise en 1997 par l'ambassadeur d'Autriche à Paris.
Jean Sévillia est président de l'Association pour la béatification de l'impératrice Zita.

### Vie personnelle
Il est le père de six enfants, dont Hélène, mère de famille, Benoît (cofondateur des Éveilleurs d’espérance et porte-parole de La Marche pour la vie), Nicolas (ancien secrétaire général de la fondation Jérôme-Lejeune), Jérôme (prêtre de la Fraternité Saint-Pierre, aumônier de l'Institut d’Argentré), Yves-Marie (ancien directeur de cabinet de Dominique Rey, évêque du diocèse de Fréjus-Toulon) et Étienne (chef d'entreprise,).

## Idées et positionnement politique
En 2008, dans une étude consacrée à « la pensée anti-68 », Serge Audier, maître de conférences à la Sorbonne, estime : « Il n’est pas douteux que les diatribes anti-68 ont fait leur travail au sein de la droite française. Pour s’en convaincre, le meilleur fil conducteur est l’examen des essais de Jean Sévillia. Ce journaliste de la droite traditionaliste et nationale doit être pris au sérieux, tant son influence est forte auprès d’un certain public. Entré au Figaro Magazine dès 1981 […], il a déployé des thèmes appelés à se diffuser dans la vulgate de droite, depuis la critique de la « repentance » coloniale jusqu’à l’éloge du nationalisme, en passant par la critique virulente du multiculturalisme ».
Pour William Blanc, Aurore Chéry et Christophe Naudin, auteurs du livre Les historiens de garde : de Lorant Deutsch à Patrick Buisson, la résurgence du roman national (2013), Jean Sévillia est l’auteur de nombreux livres dans lesquels se dégage une vision identitaire de l'histoire de la France. Selon eux, il serait un historien du « roman national », et à ce titre un « historien de garde ».
L'historien britannique Sudhir Hazareesingh estime que les travaux de Sévillia « cherchent à élaborer un contre-récit destiné à corriger ce qu'il considère comme une représentation faussée du passé de la France (...) sur des sujets tels que la monarchie, la religion, le colonialisme, les deux guerres mondiales et l'immigration. (...) Son Histoire passionnée de la France est un retour décomplexé au roman national, qui insiste sur la célébration des racines chrétiennes de la France ».
Selon l'historien Étienne Anheim, il est, avec Michel De Jaeghere et Dimitri Casali, l'un des représentants d'une « conception mémorielle et nationaliste de l’histoire ».
Le Monde, qui le qualifie de « néoconservateur », relate son intervention comme historien en 2022 à l'université d'été du parti politique Reconquête d'Éric Zemmour, et le cite en 2017 parmi les tenants d'un roman national faisant de l'histoire de France une glorieuse fiction.

## Publications

### Comme auteur
- Le Chouan du Tyrol : Andreas Hofer contre Napoléon, Perrin, 1991, 273 p. (ISBN 978-2262008246 et 978-2262017286).
- Zita, impératrice courage (prix Maurice Baumont 1997 (ASMP), prix Hugues-Capet 1997), Perrin, 1997, 477 p. (ISBN 978-2744403781, 978-2262015435, 978-2262010553 et 978-2262021054) (rééd. 2016  (ISBN 9782262066390)).
- Le Terrorisme intellectuel : de 1945 à nos jours (prix Louis Marin 2000 (ASMP), prix Saint Louis 2000), Perrin, 2000, 262 p. (ISBN 978-2262013431, 978-2262021764 et 978-2262021498).
- Historiquement correct. Pour en finir avec le passé unique (prix Marcel Thiébaut 2003 (Société des gens de lettres), Grand prix catholique de littérature 2004), Perrin, 2003, 453 p. (ISBN 978-2262017729 et 978-2262024970).
- Quand les catholiques étaient hors-la-loi, Perrin, 2005, 323 p. (ISBN 9782262024642).
- Moralement correct : recherche valeurs désespérément, Paris, Perrin, 2007, 211 p. (ISBN 9782262029135).
- Le Dernier empereur. Charles d'Autriche, 1887-1922, Paris, Perrin, 2009, 356 p. (ISBN 9782262028589).
- Historiquement incorrect, Paris, Fayard, 2011, 370 p. (ISBN 9782213655222)
- Histoire passionnée de la France, Paris, Perrin, 2013, 559 p. (ISBN 978-2--262-04107-6).
- La France catholique, Neuilly-sur-Seine, Michel Lafon, 2015, 2015, 237 p. (ISBN 978-2749925936).
- Ecrits historiques de combat, Perrin, 2016, 840 p.  (ISBN 978 2 262 06663 5)
- Les Vérités cachées de la guerre d'Algérie, Paris, Fayard, 2018, 413 p. (ISBN 978-2-213-67129-1) - prix du Guesclin 2018[23].
- Une histoire inédite de la France en 100 cartes, Paris, Perrin, 2020, 236 p. (ISBN 9782262050696).
- Cette Autriche qui a dit non à Hitler : 1930-1945, Paris, Perrin, 2023, 506 p. (ISBN 9782262081386).
- Les Habits neufs du terrorisme intellectuel (préf. Mathieu Bock-Côté), Paris, Perrin, 2025, 416 p. (ISBN 978-2262099350).

### Comme directeur d'un ouvrage
- L’Église en procès. La réponse des historiens, Paris/61-Lonrai, Tallandier / Le Figaro, 2019, 410 p. (ISBN 9791021047747).
- Le Dernier carré. Combattants de l'honneur et soldats perdus de l'Antiquité à nos jours (co-éditeur avec Jean-Christophe Buisson), Paris/Paris/61-Lonrai, Le Figaro Magazine / Perrin, 2021, 383 p. (ISBN 9782262096601).